# Erling Bjurström
Erling Bjurström, född 1949, är en svensk forskare, författare och professor (numera professor emeritus) vid Tema Kultur och samhälle (Tema Q) Linköpings universitet.
Bjurström har framför allt forskat och skrivit om kultur och medier. Till hans tidiga forskning hör flera böcker om ungdomskultur och populärmusik, som Musik på löpande band (1979), Generationsupproret (1980), Det populärmusikaliska budskapet 1955-1977 (1983) och RastafarI och reggae (1988). Vid sidan av den omfattande boken om ungdomskultur med titeln Högt och lågt. Smak och stil i ungdomskulturen (1997) publicerade Bjurström en rad böcker och artiklar om reklam under 1990-talet, bl.a. Livsstilsreklam. Vad är det? (1991), Sälj det i toner...Om musik i TV-reklam (tillsammans med Lars Lilliestam, 1993) och Barn och TV-reklam (1994). Bjurström har även publicerat böcker och artiklar om ungdomskultur och reklam efter millennieskiftet 2000, bland annat Ungdomskultur, stil och smak (2005). 
Tillsammans med medie- och kulturforskarna Johan Fornäs, Karin Becker och Hillevi Ganetz ingick han i det s.k. Passageprojektet, som under det första decenniet av 2000-talet publicerade en rad böcker om skärningspunkterna mellan medier, kultur och konsumtion, bladn annat Det kommunikativa handlandet (2000), Passager (2001), Människor och medier i det moderna konsumtionsrummet (2002) och Consuming Media: Communication, Shopping and Everyday Life (2007). Tillsammans med Anne Scott Sørensen, Ole Martin Høystad och Halvard Vike publicerade Bjurström 2008 Nye kulturstudier: En innføring, som är en brett upplagd introduktion till samtida kulturstudier. 2016 utkom Bjurström med boken Det moderna smakspelet. Tid, smak, mode,
1986-1999 var Bjurström ledamot av regeringens Barn- och ungdomsdelegation och ingick 2000-2004 tillsammans med Brian Young, Joel Bree och Stefan Aufenanger i Advertising Education Forums vetenskapliga råd (Academic Advisory Board). Under 1980-talet drev Erling Bjurström det fristående Institutet för sociala studier tillsammans med sociologen Benny Henriksson. Bjurström är sedan 2014 knuten till Telemark Research Institute, TRI, i Norge.